# Ogum (estado)
Ogum (em iorubá: Ogun) é um estado na região sudoeste da Nigéria, criado em 3 de fevereiro de 1976. Sua capital (e maior cidade) é a Abeocutá. Em 2012, a população era 4.531.494 habitantes, numa área de 16.762 km².